# Pycnogonum stylidium
Pycnogonum stylidium is een zeespin uit de familie Pycnogonidae. De soort behoort tot het geslacht Pycnogonum. Pycnogonum stylidium werd in 1995 voor het eerst wetenschappelijk beschreven door Child. 